# Fate/Prototype sōgin no fragments
Fate/Prototype sōgin no fragments (フェイト/プロトタイプ 蒼銀のフラグメンツ?, Feito/Purototaipu sōgin no furagumentsu, lett. "Fate/Prototype frammenti di pallido argento") è una serie di light novel scritte da Hikaru Sakurai e illustrate da Nakahara. Esso costituisce da prequel a Fate/Prototype e quindi appartenente al media franchise della visual novel Fate/stay night.

## Genesi
Dopo la produzione dell'OAV dedicato a Fate/Prototype, l'interesse verso questa specifica linea narrativa dell'universo Fate è andata ad aumentare portando Kinoko Nasu e Type-Moon a decidere di ampliarla con produzioni dedicate atte a sviluppare nuove sotto trame e risvolti narrativi. La prima, e per ora unica, produzione legata al franchise fu proprio Fate/Prototype: Sougin no Fragments, il quale si pone l'impegno di raccontare gli eventi antecedenti quelli di Fate/Prototype, ovvero la prima Guerra del Santo Graal di Tokyo avvenuta 8 anni prima. 

## Trama
Il setting di Fate/Prototype non differisce molto da quello finale di Fate/stay night, tuttavia in Prototype i vari Master posseggono un grado, ognuno di essi prende nome dalla gerarchia angelica, partendo dal 7º ordine in su (Principati, Potenze, Virtù, Dominazioni, Troni, Cherubini e Serafini).
Nel 1991, sette maghi si riuniscono a Tokyo per combattere tra di loro utilizzando Servant, ovvero spiriti eroici del passato sotto forma di famigli, con l'obiettivo di ottenere il Santo Graal, una reliquia che si dice faccia avverare i desideri.
Le cronache di quegli avvenimenti raccontate nella serie compongono la prima Guerra del Santo Graal di Tokyo. 

## Personaggi

### Master
- Manaka Saijou : Il Master di Saber. Una maga dodicenne dal potere incredibile, mai visto, nonostante abbia solo dodici anni, al punto che Rider la paragona ad una divinità. Sembra innocente, ma in realtà ha l'indole di un mostro.
- Tatsumi Kitano : il Master di Berserker. È un ragazzo assolutamente normale, privo di alcuna nozione di magia, che viene coinvolto nella Guerra per caso.
- Elsa Saijou : il Master di Archer. Nella vita fa il cameraman.
- Nigel Sayward : il Master di Lancer. Lavora per la Torre dell'Orologio, la branca più importante dell'Associazione dei Maghi.
- Shizuri Isemi : il Master di Rider. Un mago che unisce scienza e magia.
- Lord Reiroukan : il Master di Caster.
- Seiji Inga : il Master di Assassin.

### Servant
- Saber : Re Artù. Nella route canonica di Fate/stay night è una donna, mentre in Prototype è un uomo.
- Berserker : il dottor Jekyll, o mister Hyde, de Lo strano caso del dottor Jekyll e del signor Hyde.
- Archer : Arash, un leggendario eroe persiano.
- Lancer : Brunilde.
- Rider : Ramesse II.
- Caster : Paracelso.
- Assassin : Un'assassina dei Nizariti di Hasan-i-Sabbah soprannominata "Hasan della serenità" (静謐のハサン?, Seihitsu no Hasan)

## Opere derivate
Nel 2015 è stato pubblicato, dagli stessi autori, un singolo volume spin-off dal titolo Fate/Labyrinth (フェイト/ラビリンス?, Feito/Rabirinsu).
Esso si colloca tra la fine della terza parte e l'inizio della quarta parte di Fate/Prototype sōgin no fragments.